# Paucará (distrito)
Paucará é um distrito do Peru, departamento de Huancavelica, localizada na província de Acobamba.

## Transporte
O distrito de Paucará é servido pela seguinte rodovia:
- HV-113, que liga a cidade de Yauli ao distrito
- HV-105, que liga a cidade de Yauli ao distrito
- PE-3S, que liga o distrito de La Oroya à Ponte Desaguadero (Fronteira Bolívia-Peru) - e a rodovia boliviana Ruta 1 - no distrito de Desaguadero (Região de Puno)
- PE-3SM, que liga o distrito de Marcas à cidade de Izcuchaca [1][2][3]